# Letterlocking
 (mars 2021).

Détail du portrait du portrait de Georg Giese par Hans Holbein le jeune, ouvrant une lettre fermée par letterlocking

Le letterlocking est un système de protection d'une lettre sans utilisation d'enveloppe, utilisant le pliage et la découpe. L'apparition du letterlocking remonte au XIIIe siècle en Occident lors de l'apparition du papier à lettres flexible. Des petites fentes, des languettes et des trous placés directement dans une lettre et combinés à des techniques de pliage sont utilisés pour sceller la lettre («letterpacket»), empêchant sa lecture sans casser les scellés ou les glissières, rendant difficile la falsification. Ces plis et trous peuvent aussi être fixés avec de la ficelle et de la cire à cacheter. Un diplomate écossais en Italie, William Keith de Delny, a envoyé des lettres à Jacques VI qui se seraient déchirées si elles n'avaient pas été ouvertes avec précaution.
Outre la sécurisation du contenu, le lettrelocking est aussi un moyen d'expression artistique. Bien que ces techniques de scellement aient pu être limitées aux ecclésiastiques et à la noblesse, le verrouillage des lettres fut pratiqué par toutes les classes d'écrivains. Un individu pouvait également être reconnu par sa technique personnelle de pliage, comme ce fut le cas avec Jane Whorwood, dont Charles Ier, alors emprisonné au château de Carisbrooke sur l'île de Wight, reconnu une de ses notes par l'apparence des plis.
Le terme letterlocking a été inventé en 2009 par Jana Dambrogio, qui fut pendant de nombreuses années une des chercheuses principales sur la pratique.

## Avancées de la recherche
En mars 2021, la revue Nature Communications  a rapporté qu'une lettre scellée depuis 1697 et sécurisée par huit plis avait été dépliée numériquement et lue à l'aide de la microtomographie à rayons X (XMT), une technique utilisée dans la recherche dentaire et d'autres recherches médicales, industrielles et archéologiques. Alors que les efforts précédents de XMT avaient impliqué des algorithmes pour analyser et aplatir numériquement d'anciens parchemins, cette recherche a réussi à interpréter des plis complexes de type origami et des parties de lettres fendues et imbriquées avec d'autres parties des lettres. Cette technique permet de conserver la forme originale de ces documents rares tout en permettant la lecture du contenu des lettres ainsi que l'analyse et la comparaison des techniques de lettrage   et leur exposition numérique.

## Collections
La collection Brienne est une malle de lettre de maître de poste non livrées de divers endroits d'Europe envoyées à La Haye, aux Pays-Bas, entre 1689 et 1706. Le coffre contient environ 2 600 lettres pliées, dont environ 600 ont été descellées et étudiées. La collection est conservée par le musée néerlandais, Image and Sound The Hague, qui englobe l'ancien musée postal néerlandais.